# Wŏnsan
Wŏnsan es una ciudad portuaria norcoreana, capital de la provincia de Kangwŏn, situada en el golfo de Tongjoson.

## Historia

Explosión producida por el bombardeo de un Douglas A-26 Invader sobre Wonsan durante la guerra de Corea.

Wonsan abrió sus puertos al comercio en 1880. Su nombre original era Wŏnsanjin (元山 津), pero también se conocía con el nombre dado por los rusos: Port Lazarev (Lazaref). El HMS Ocean visitó la ciudad en octubre de 1902, pero sufrió daños en un tifón, y luego se sometió a un reacondicionamiento que duró hasta 1903.
Bajo la ocupación japonesa (1910-1945) fue llamada Gensan (元山). En 1914 se inauguraron las líneas de ferrocarriles Pyongwon y Gyeongwon, que conectan la ciudad con Pionyang (entonces conocida como Heijo) y Seúl (entonces conocida como Kyongsong). Así, la ciudad se desarrolló gradualmente en el centro de distribución de productos orientales. Bajo la ocupación japonesa, la ciudad fue muy industrializada y sirvió como punto de importación en la distribución del comercio entre Corea y la isla principal de Japón.
Wŏnsan estaba ubicada en la provincia de Hamgyong del Sur, pero cuando las fronteras provinciales fueron rediseñados en 1946, se unió a la mitad norte de Kangwŏn (que en 1945 había sido dividida en el paralelo 38 norte en una zona bajo control soviético en el norte y uno de control estadounidense en el sur) y se convirtió en su capital, ya que las anteriores capitales tradicionales de Kangwŏn (Wonju  entre 1395-1895 y Chuncheon desde 1896), ambas quedaron al sur del paralelo 38 y al sur de la Línea de Demarcación Militar que reemplazó el paralelo 38 como frontera en 1953. Wonsan fue bombardeada por las Naciones Unidas durante el bloqueo de Wonsan en la guerra de Corea. De hecho, de acuerdo con la historia oficial de la Marina EE. UU., Wŏnsan estuvo bajo asedio y continuo bombardeo de la Marina estadounidense desde marzo de 1951 hasta el 27 de julio de 1953, por lo que fue el asedio más largo de la historia naval estadounidense moderna. Al final de la guerra la ciudad quedó arrasada.
| Parámetros climáticos promedio Wónsan, Corea del Norte | Parámetros climáticos promedio Wónsan, Corea del Norte | Parámetros climáticos promedio Wónsan, Corea del Norte | Parámetros climáticos promedio Wónsan, Corea del Norte | Parámetros climáticos promedio Wónsan, Corea del Norte | Parámetros climáticos promedio Wónsan, Corea del Norte | Parámetros climáticos promedio Wónsan, Corea del Norte | Parámetros climáticos promedio Wónsan, Corea del Norte | Parámetros climáticos promedio Wónsan, Corea del Norte | Parámetros climáticos promedio Wónsan, Corea del Norte | Parámetros climáticos promedio Wónsan, Corea del Norte | Parámetros climáticos promedio Wónsan, Corea del Norte | Parámetros climáticos promedio Wónsan, Corea del Norte | Parámetros climáticos promedio Wónsan, Corea del Norte |
| Mes                                                    | Ene.                                                   | Feb.                                                   | Mar.                                                   | Abr.                                                   | May.                                                   | Jun.                                                   | Jul.                                                   | Ago.                                                   | Sep.                                                   | Oct.                                                   | Nov.                                                   | Dic.                                                   | Anual                                                  |
| ------------------------------------------------------ | ------------------------------------------------------ | ------------------------------------------------------ | ------------------------------------------------------ | ------------------------------------------------------ | ------------------------------------------------------ | ------------------------------------------------------ | ------------------------------------------------------ | ------------------------------------------------------ | ------------------------------------------------------ | ------------------------------------------------------ | ------------------------------------------------------ | ------------------------------------------------------ | ------------------------------------------------------ |
| Temp. máx. abs. (°C)                                   | 12                                                     | 17                                                     | 21                                                     | 28                                                     | 33                                                     | 34                                                     | 37                                                     | 36                                                     | 31                                                     | 31                                                     | 22                                                     | 16                                                     | 37                                                     |
| Temp. máx. media (°C)                                  | 1                                                      | 2                                                      | 7                                                      | 14                                                     | 20                                                     | 22                                                     | 25                                                     | 25                                                     | 22                                                     | 17                                                     | 10                                                     | 3                                                      | 14                                                     |
| Temp. media (°C)                                       | -2                                                     | 0                                                      | 3                                                      | 10                                                     | 16                                                     | 19                                                     | 22                                                     | 23                                                     | 18                                                     | 13                                                     | 6                                                      | 1                                                      | 10.8                                                   |
| Temp. mín. media (°C)                                  | -5                                                     | -3                                                     | 0                                                      | 6                                                      | 11                                                     | 16                                                     | 20                                                     | 20                                                     | 15                                                     | 9                                                      | 3                                                      | -2                                                     | 7.5                                                    |
| Temp. mín. abs. (°C)                                   | -22                                                    | -17                                                    | -12                                                    | -2                                                     | 0                                                      | 6                                                      | 12                                                     | 10                                                     | 3                                                      | -2                                                     | -12                                                    | -16                                                    | -22                                                    |
| Lluvias (mm)                                           | 30                                                     | 30                                                     | 50                                                     | 80                                                     | 80                                                     | 110                                                    | 390                                                    | 420                                                    | 240                                                    | 60                                                     | 60                                                     | 20                                                     | 1570                                                   |
| [cita requerida]                                       |                                                        |                                                        |                                                        |                                                        |                                                        |                                                        |                                                        |                                                        |                                                        |                                                        |                                                        |                                                        |                                                        |

Luego de su recuperación, Wŏnsan sirvió como el centro administrativo de la provincia de Kangwon, estatus con el que continúa en la actualidad.

## Geografía y clima

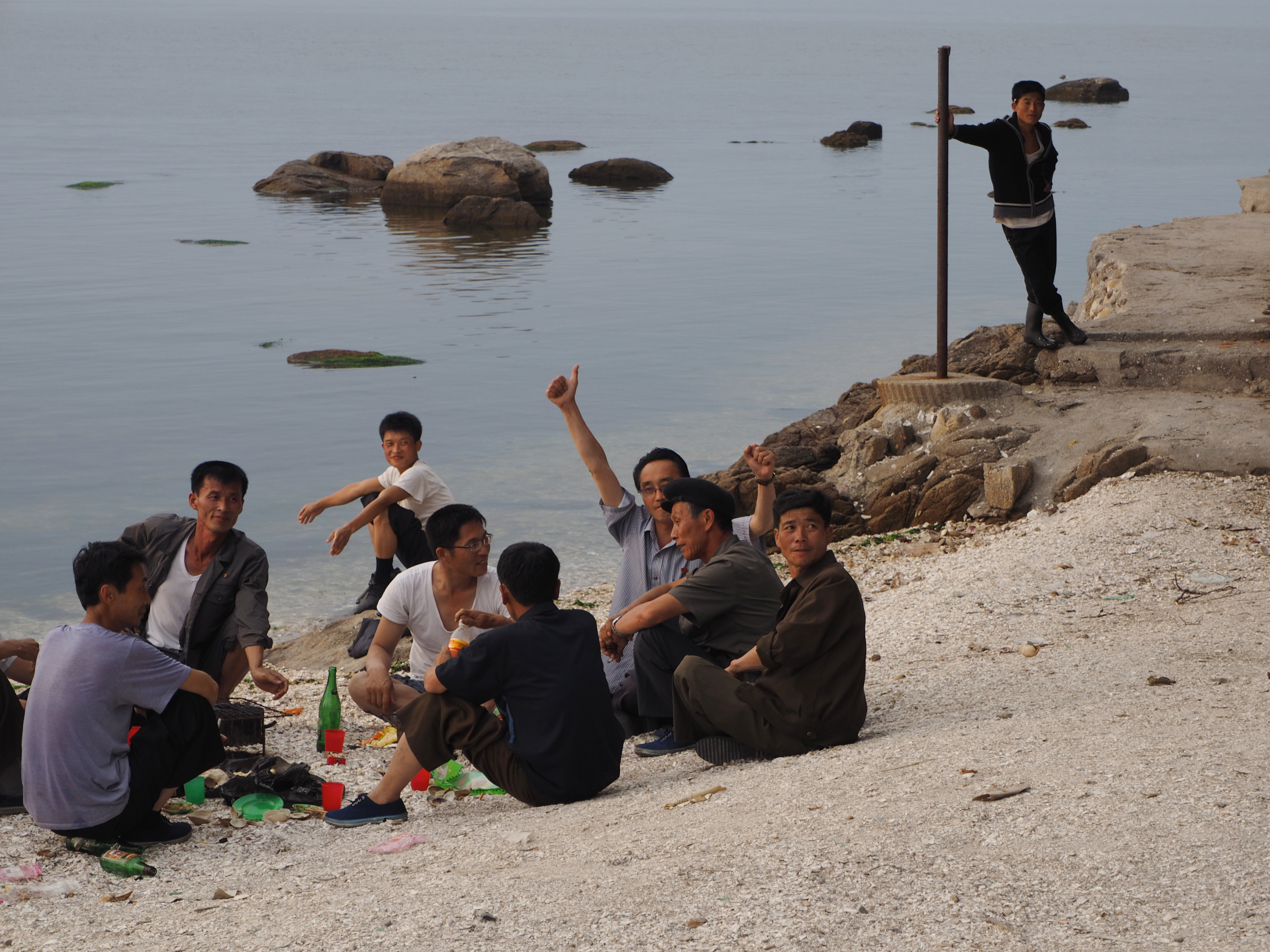
Ciudadanos en la playa a mar abierto en las cercanías de la ciudad de Wonsan.

La superficie de Wŏnsan es de 269 kilómetros cuadrados. Se encuentra ubicada en la provincia de Kangwon, en la parte más occidental del mar de Japón (mar del Este de Corea) y el extremo este del cuello de la península de Corea. Al oeste de la ciudad se encuentran el monte Changdok (Changdok-san) y el monte Naphal (Naphal-san). La zona costera inmediata a Wonsan incluye un flanco de más de veinte islas pequeñas, incluyendo la isla de Hwangt'o y la isla de Ryo. Wŏnsan se considera una localización de excelente puerto natural. El monte Kumgang se encuentra cerca de Wŏnsan.
La ciudad tiene un clima entre subtropical húmedo que está muy cerca de un clima continental húmedo.

## Economía

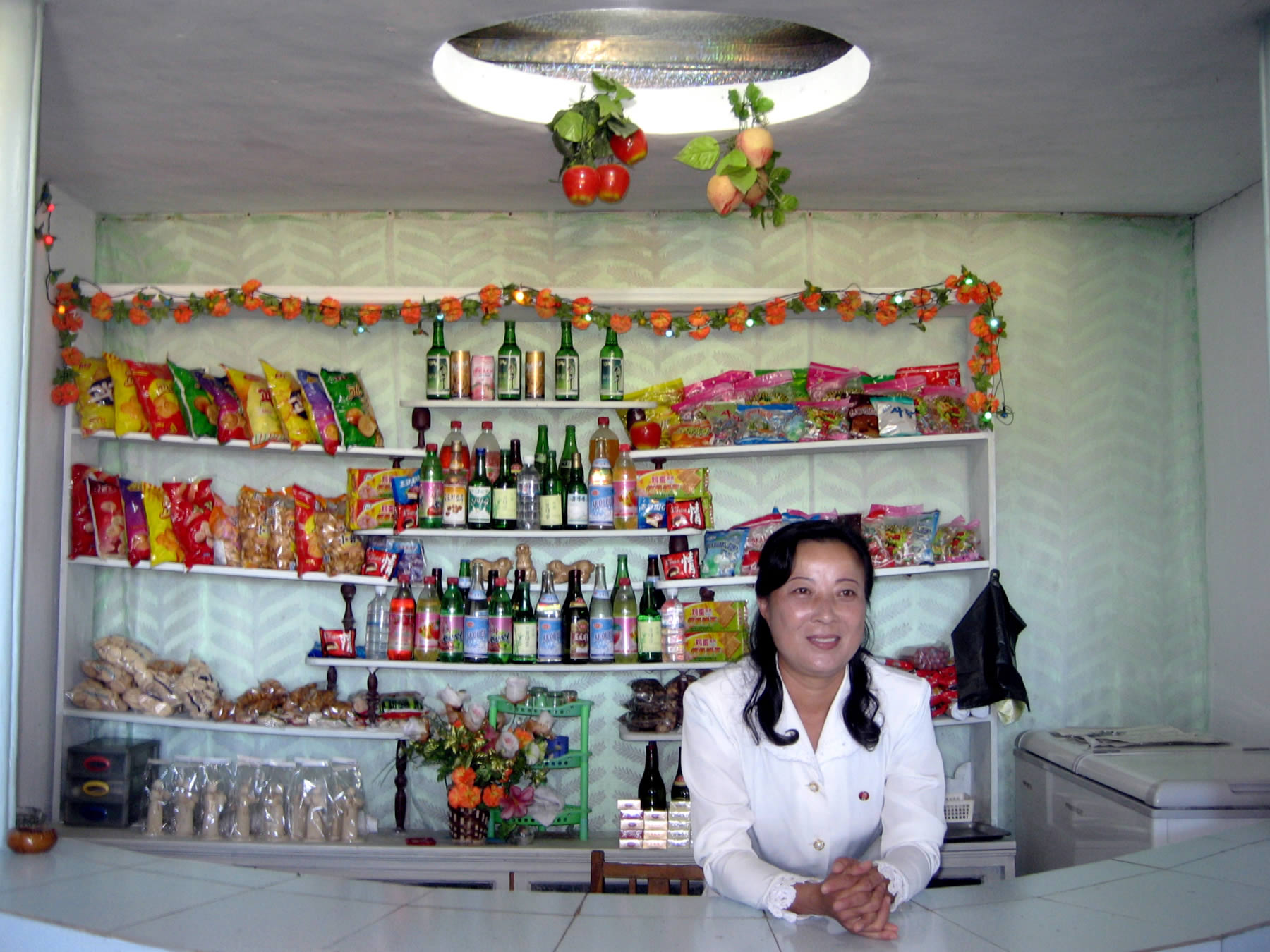
Tienda Cooperativa en Wonsan.

Wŏnsan tiene una fábrica de procesamiento de productos acuáticos, astilleros, empresas químicas, y una fábrica de cemento.
Además, el aumento del influjo de turistas, predominantemente chinos, ha hecho que la indústria del turismo se está potenciando poco a poco, con nuevos establecimientos (hoteles, restaurantes, etc).

## Transporte

### Carretera y ferrocarril
La estación de Wonsan forma parte de la red de carreteras y de la línea de ferrocarril eléctrico Kangwon, con conexiones a Pionyang y otras ciudades de Corea del Norte.

### Aire
La ciudad tiene una doble estación aérea (WON) con fines militares y civiles y está equipado con 01/19 y 15/33 pistas duales.
El aeropuerto Kalma fue modernizado en 2015 añadiendo una nueva terminal y pista para uso civil, para conectar la ciudad con otras ciudades importantes de Corea.

### Mar
Wonsan es también la terminal del ferry Mangyongbong-92, la única conexión directa entre Japón y Corea del Norte, vía habitual de transporte entre la colectividad coreana residente en Japón.

### Tránsito Urbano
Un sistema de trolebuses con al menos una línea se encuentra operante en Wonsan. Actualmente, hay tres nuevas líneas en construcción en la ciudad, con el objetivo de reducir el número de vehículos contaminantes en la zona y prevenir la polución. Las nuevas líneas van desde la estación central de Wonsan hasta Kalma, a Myongsasimiri-dong y la tercera a un área sin especificar. 
Según datos, nuevos trolebuses Malima-312 llevan siendo enviados desde 2019. 
Una línea de tranvía sigue bajo construcción, con los tranvías siendo construidos por la empresa locomotiva Kim Chong-t'ae Electric Locomotive Works; los tranvías serán vehículos de vía estrecha. Esta idea surge después de la sugerencia de Kim Jong Un de dotar al área turística con una línea de tranvías.

## Medios de comunicación
La Estación Central de Radiodifusión de Corea mantiene un transmisor de radiodifusión de onda media de 250 kilovatios en 882 kHz AM.

## Educación
Wŏnsan cuenta con varias universidades, entre las cuales cabe mencionar la Universidad de Songdowon, la Universidad Kumgang, la Universidad Tonghae, Universidad de Economía Jong Jun Thaek, la Universidad de Medicina de Wŏnsan, la Universidad de Ingeniería Jo Gun Sil, la Primera Universidad de Educación de Wŏnsan y la Universidad Ri Su Dok.

## Deportes
El club de fútbol de la ciudad es el Woonpasan Sports Group, que juega en la primera división de la Liga de fútbol de Corea del Norte. 
El jugador español de baloncesto Borja Sanz Quiza Q jugó en el año 2007 para el equipo de la ciudad, en la primera división norcoreana. [cita requerida]

## Turismo

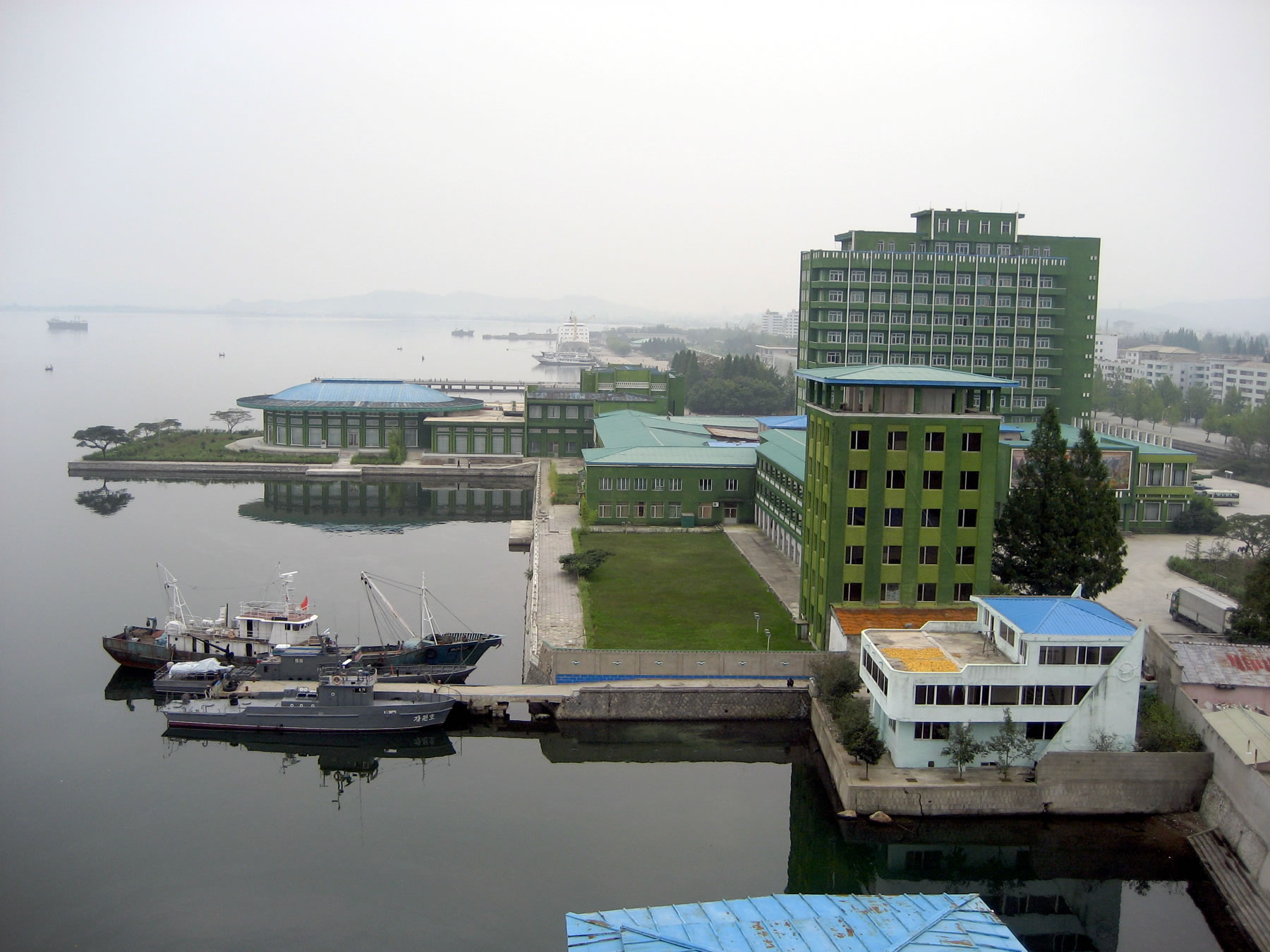
Ribera de Wŏnsan

Los lugares pintorescos más famosos cerca de Wŏnsan son el Lago Sijung, el Monte Kumgang, los templos budistas Anbyon Pohyonsa y Sogwangsa, y la Iglesia alemana de la Abadía territorial de Tokwon, actualmente utilizado por la Universidad de Agricultura de Wonsan.
Cerca de Songdowon se encuentran los baños de mar de agua excepcionalmente clara, famoso destino turístico entre los norcoreanos. Los pinos son abundantes en la zona de los alrededores, y se ha designado un centro de turismo nacional. También en las cercanías se encuentra el Songdowon International Children's Union Camp, que recibe a los adolescentes y jóvenes para el intercambio cultural entre Corea del Norte y varios países extranjeros.
En los últimos años, diversos proyectos de construcción han ido aumentando las intstalaciones turísticas en la zona, como por ejemplo, el Proyecto Turístico Wonsan-Kalma, en el esfuerzo del gobierno norcoreano en potenciar el turismo en la zona. 
Durante las negociaciones entre el ahora expresidente de EE. UU. Donald Trump y el líder norcoreano Kim Jong-un, se reportó que el presidente estadounidense ofreció ayuda en la construcción y promoción de la Zona Turística Wonsan-Kalma a cambio de promesas de desnucleariación

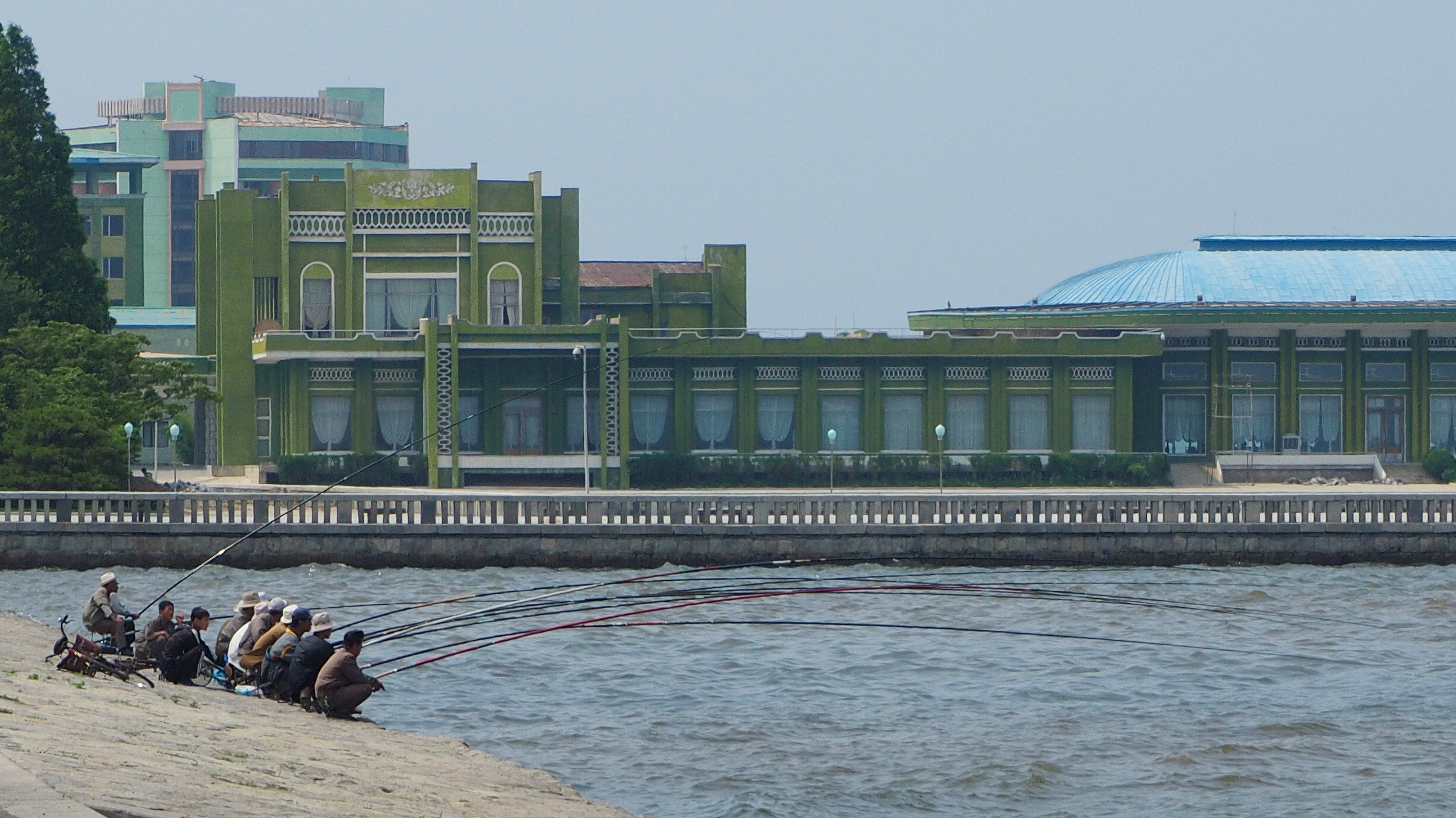
Pescadores en la ribera de Wonsan

## Ciudades hermanadas
- Vladivostok, Rusia.[6]
- Puebla de Zaragoza, México.[7]